# أرتيغاس
أرتيغاس هي مدينة وعاصمة إدارة أرتيغاس، الأوروغواي. سميت المدينة على اسم خوسيه خيرفاسيو أرتيغاس الذي يعتبر بطل قومي في الأوروغواي.